# 118. Kongress der Vereinigten Staaten
Der 118. Kongress der Vereinigten Staaten war die Legislaturperiode von Repräsentantenhaus und Senat in den Vereinigten Staaten zwischen dem 3. Januar 2023 und dem 3. Januar 2025. Alle Abgeordneten des Repräsentantenhauses sowie ein Drittel der Senatoren (Klasse III) waren im November 2022 bei den Kongresswahlen gewählt worden.
Bei der Wahl kam zum ersten Mal die neue Wahlkreiseinteilung aufgrund der Volkszählung von 2020 zum Einsatz. In etlichen Swing States kontrollierten die Republikaner die State Legislature, so dass sie insgesamt bei dreimal so vielen Wahlbezirken über den neuen Zuschnitt bestimmten wie die Demokraten. Trotz dieses Vorteils war der Wahlausgang im Repräsentantenhaus knapp.
Im ersten Jahr des 118. Kongresses wurden lediglich siebenundzwanzig Gesetze beschlossen. Nach der Anzahl der erlassenen Gesetze war diese Legislaturperiode soweit die ineffektivste seit der Weltwirtschaftskrise. Nach dem Ende auch des letzten Jarred war es Nach Zahl der zustande gekommenen Gesetzen (knapp 150), der unproduktivste Kongress seit dem 101. Kongress in der ersten Hälfte der Präsidentschaft von George H.W. Bush ab 1989. Die bis dahin unproduktivsten Kongresse im 21. Jahrhundert  waren bis dahin der 112. (270 Gesetze) und 113. Kongress (280 Gesetze), als Barack Obama von 2011 bis 2015 mit einem republikanisch beherrschten Kongress konfrontiert war.
Mehr Medienaufmerksamkeit als die Gesetzgebung erregte der Kongress durch innere Vorgänge. Es kam 2023 zum erfolgreichen Misstrauensvotum gegen den Sprecher des Repräsentantenhauses McCarthy, woraufhin das Amt erst nach langer Findungsphase und mehreren Wahlgängen an Mike Johnson neu vergeben werden konnte. Es kam überdies zum Ausschluss des Hochstaplers George Santos und mehreren eingeleiteten Amtsenthebungsverfahren.

## Übersicht
Die Demokratische Partei gab die Stellung der Mehrheitspartei im Repräsentantenhaus an die Republikanische Partei ab, behielt jedoch ihre technische Mehrheit im Senat. Nachdem bei einer Stichwahl am 6. Dezember 2022 im Bundesstaat Georgia Amtsinhaber Raphael Warnock gewann, erhielten die Demokraten einen 49. Sitz, fielen infolge des Austritts der Senatorin Kyrsten Sinema aus der Demokratischen Partei, die als Unabhängige im Senat sitzt, schon drei Tage später wieder aber auf 48 Sitze zurück. Die Demokratische Partei kann zusammen mit zwei unabhängigen Demokraten sowie mit Kyrsten Sinema in der Regel auf 50 bis 51 der 100 Sitze im Senat kommen. Bei Stimmengleichheit ist gemäß Verfassung die Stimme von US-Vizepräsidentin Kamala Harris entscheidend, was den Demokraten im Fall eines Gleichstands der Stimmen die Mehrheit sichert.
Im ersten Jahr des 118. Kongresses wurden lediglich siebenundzwanzig Gesetze beschlossen. Die Mehrzahl waren zwingende Haushaltsgesetze, ein Gesetz zur Prägung einer Gedenkmünze und unumstrittene Gesetze zur Gesundheitssorge für Veteranen. Nach der Anzahl der erlassenen Gesetze galt diese Legislaturperiode bis dahin als die ineffektivste seit der Weltwirtschaftskrise.
Der Sprecher des Repräsentantenhauses McCarthy wurde im Oktober 2023 durch ein Misstrauensvotum abgesetzt. Zum Nachfolger wurde Mike Johnson gewählt. Ausgeschlossen wurde der Abgeordnete George Santos und es wurde Anklage gegen Senator Robert Menendez wegen Bestechlichkeit erhoben. Untersuchungen für ein Amtsenthebungsverfahren gegen Präsident Joe Biden wurden eröffnet. Im Februar 2024 wurde ein Amtsenthebungsverfahren gegen Heimatschutzminister Alejandro Mayorkas eingeleitet, das erste Amtsenthebungsverfahren gegen einen Kabinettsminister seit etwa 150 Jahren. Der Senat eröffnete kein Hauptverfahren, sondern wies die beiden gegen Mayorkas’ Amtsführung vorgebrachten Anklagepunkte am 17. April 2024 ab. Ein am 8. Mai 2024 von Marjorie Taylor Greene mit Unterstützung von Paul Gosar und Thomas Massie gegen den Sprecher des Repräsentantenhauses eingebrachtes Misstrauensvotum wurde noch am gleichen Tag mit großer Mehrheit beider Parteien abgewiesen.

## Wichtige Ereignisse

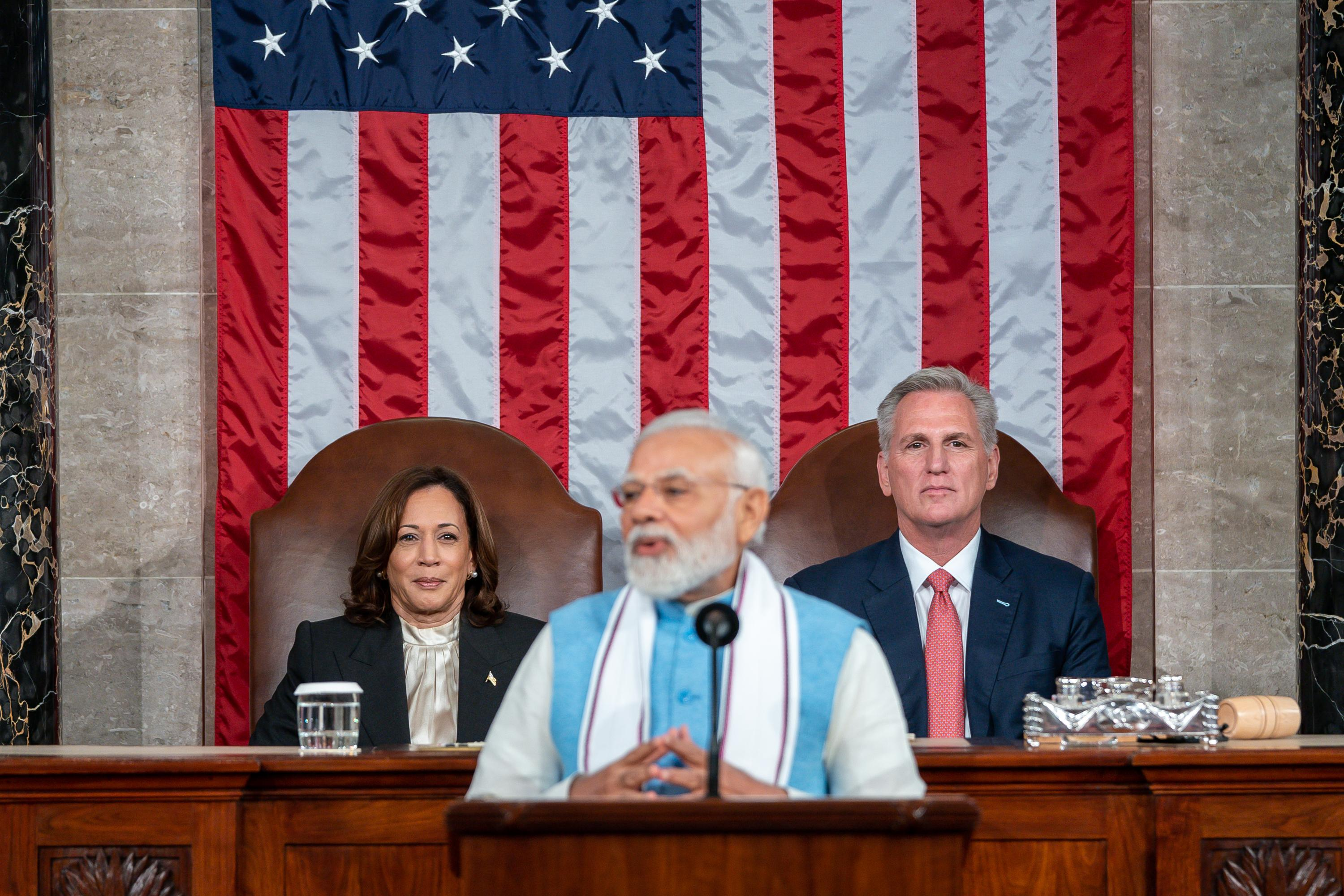
Narendra Modi während seiner Rede am 22. Juni 2023. Hinten Vizepräsidentin Kamala Harris und Speaker Kevin McCarthy.

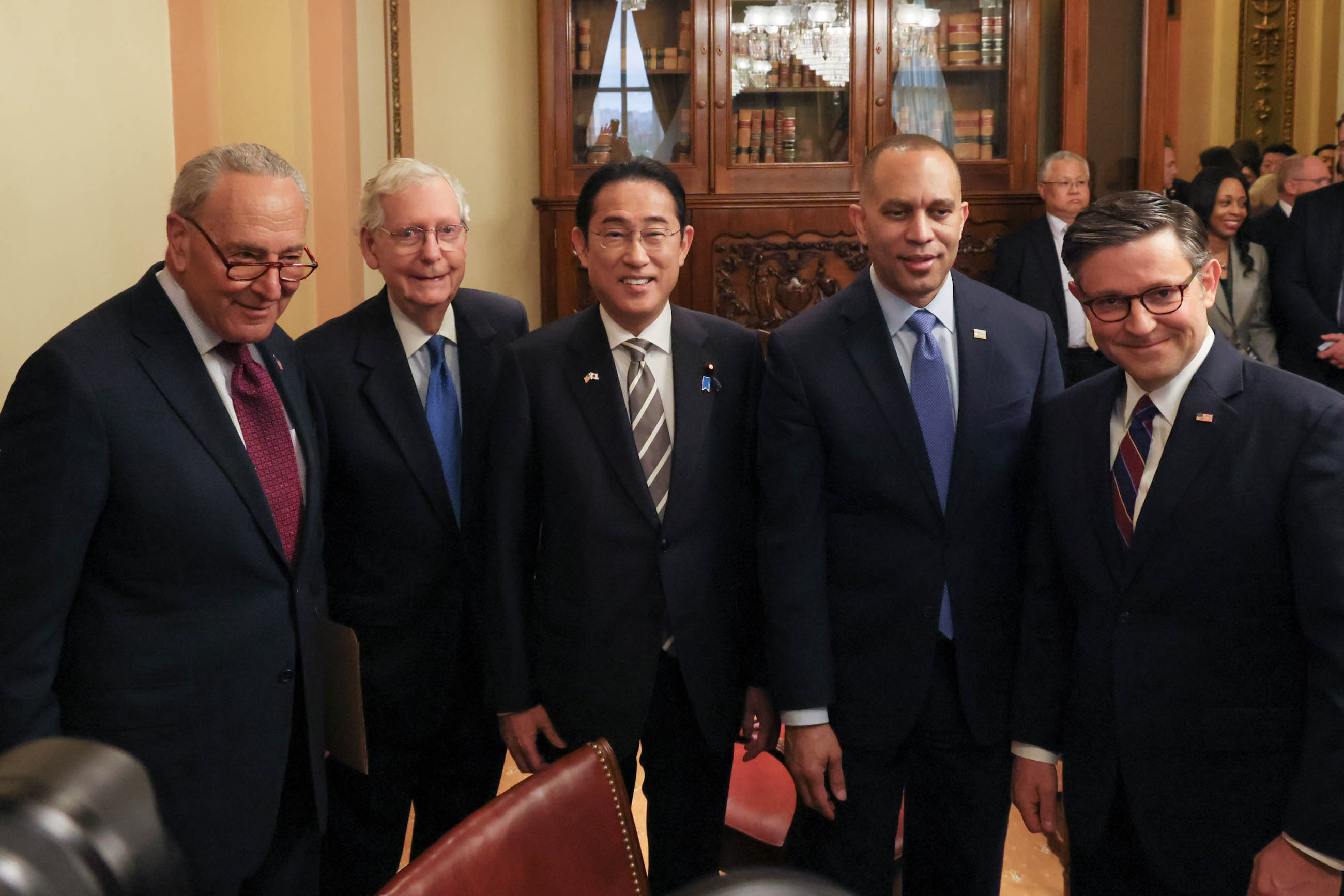
Fumio Kishida im Kongress am 11. April 2024. Von links nach rechts: Chuck Schumer, Mitch McConnell, Kishida, Hakeem Jeffries und Mike Johnson

- 7. Februar 2023: Präsident Biden hält die State of the Union Address
- 28. April 2023: Der Präsident Südkoreas, Yoon Suk-yeol, hält eine Rede in einer gemeinsamen Sitzung beider Kammern
- 22. Juni 2023: Narendra Modi, der Premierminister Indiens, hält eine Rede in einer gemeinsamen Sitzung
- 29. September 2023: Die seit 1992 den Bundesstaat Kalifornien repräsentierende Senatorin Dianne Feinstein verstirbt
- 3. Oktober 2023: Der Sprecher des Repräsentantenhauses, Kevin McCarthy, wird durch ein Misstrauensvotum abgesetzt, Patrick McHenry amtiert danach kommissarisch
- 7. Oktober 2023: Terrorangriff der Hamas auf Israel 2023, Krieg in Israel und Gaza seit 2023
- 17. bis 25. Oktober 2023: Die Wahl des neuen Sprechers Mike Johnson erfolgt im vierten Wahlgang
- 7. März 2024: Präsident Biden hält die State of the Union Address
- 11. April 2024: Fumio Kishida, der Premierminister Japans, hält eine Rede in einer gemeinsamen Sitzung beider Kammern

## Die wichtigsten Gesetze
In den Sitzungsperioden des 118. Kongresses wurden unter anderem folgende Bundesgesetze verabschiedet
- 3. Juni 2023: Fiscal Responsibility Act of 2023
- 20. April 2024: Reforming Intelligence and Securing America Act
- 24. April 2024: National Security Act of 2024
  - mit Israel Security Supplemental Appropriations Act 2024
  - mit Ukraine Security Supplemental Appropriations Act 2024
  - mit Indo-Pacific Security Supplemental Appropriations Act 2024
  - mit 21st Century Peace Through Strength Act
    - übernimmt Protecting Americans from Foreign Adversary Controlled Applications Act: Abspaltung von Tiktok in den Vereinigten Staaten

## Senat
|                                             | Partei (Die Färbung gibt die Mehrheit an) | Partei (Die Färbung gibt die Mehrheit an) | Partei (Die Färbung gibt die Mehrheit an) | Summe | Vakant |
| Demokraten                                  | Unabhängige                               | Republikaner                              |                                           | Summe | Vakant |
| ------------------------------------------- | ----------------------------------------- | ----------------------------------------- | ----------------------------------------- | ----- | ------ |
| Ende des vorherigen Kongresses              | 48                                        | 2                                         | 50                                        | 100   | –      |
|                                             |                                           |                                           |                                           |       |        |
| Beginn des 118. Kongresses (3. Januar 2023) | 48                                        | 3                                         | 49                                        | 100   | –      |
| ab 8. Januar                                | 48                                        | 3                                         | 48                                        | 99    | 1      |
| ab 23. Januar 2023                          | 48                                        | 3                                         | 49                                        | 100   | –      |
| ab 29. September 2023                       | 47                                        | 3                                         | 49                                        | 99    | 1      |
| ab 3. Oktober 2023                          | 48                                        | 3                                         | 49                                        | 100   | –      |
|                                             |                                           |                                           |                                           |       |        |
| Aktuelles Stimmverhältnis                   | 51 %                                      | 51 %                                      | 49 %                                      | –     | –      |

## Repräsentantenhaus
|                                             | Partei (Die Färbung gibt die Mehrheit an) | Partei (Die Färbung gibt die Mehrheit an) | Summe | Vakant |
| Republikaner                                | Demokraten                                |                                           | Summe | Vakant |
| ------------------------------------------- | ----------------------------------------- | ----------------------------------------- | ----- | ------ |
| Ende des vorherigen Kongresses              | 213                                       | 218                                       | 431   | 4      |
|                                             |                                           |                                           |       |        |
| Beginn des 118. Kongresses (3. Januar 2023) | 222                                       | 212                                       | 434   | 1      |
| ab 7. März 2023                             | 222                                       | 213                                       | 435   | –      |
| ab 31. Mai 2023                             | 222                                       | 212                                       | 434   | 1      |
| ab 15. September 2023                       | 221                                       | 212                                       | 433   | 2      |
|                                             |                                           |                                           |       |        |
| Aktuelles Stimmverhältnis                   | 51,0 %                                    | 49,0 %                                    | –     | –      |
|                                             |                                           |                                           |       |        |
| Nicht stimmberechtigte Mitglieder           | 3                                         | 3                                         | 6     | –      |

## Amtsträger

### Senat
- Präsident des Senats: Kamala Harris (D)
- Präsident pro tempore: Patty Murray (D)

#### Führung der Mehrheitspartei
- Mehrheitsführer: Chuck Schumer (D)
- Mehrheitswhip: Dick Durbin (D)

#### Führung der Minderheitspartei
- Minderheitsführer: Mitch McConnell (R)
- Minderheitswhip: John Thune (R)

### Repräsentantenhaus
- Sprecher: Kevin McCarthy (R) 
 (bis Oktober 2023) 
 Mike Johnson (R) 
 (ab Oktober 2023)

Die Wahl des Sprechers des Repräsentantenhauses begann am 3. Januar 2023 zu Beginn des 118. Kongresses unter der Leitung von Cheryl L. Johnson, der Schriftführerin des Repräsentantenhauses des 117. Kongresses. Trotz einer republikanischen Mehrheit von 222 Abgeordneten, konnte Kevin McCarthy, der Kandidat der Republikanischen Partei, das Quorum von 218 Stimmen nicht erreichen, da 19 Republikaner verschiedene andere republikanische Kandidaten wählten (zehn Andy Biggs, sechs Jim Jordan und jeweils einer Jim Banks, Byron Donalds und Lee Zeldin). Mit lediglich 203 Stimmen landete McCarthy somit noch hinter Hakeem Jeffries, dem Kandidaten der Demokratischen Partei, den alle 212 Abgeordneten seiner Partei unterstützten.
Zum ersten Mal seit dem 68. Kongresses 1923 war daher ein zweiter Wahlgang nötig. In diesem konzentrierten die abtrünnigen Republikaner ihre Stimmen auf Jim Jordan, an den McCarthy im folgenden dritten Wahlgang mit Byron Donalds einen weiteren Republikaner verlor. Jordan selbst unterstützte McCarthy. Nachdem nach drei Wahlgängen immer noch kein Kandidat die erforderliche Mehrheit erreicht hatte, wurde die Sitzung bis zum Morgen des 4. Januars 2023 vertagt.
Während die abtrünnigen Republikaner im vierten Wahlgang nun für den im dritten Wahlgang hinzugekommenen Donalds stimmten und sich eine bisherige Unterstützerin McCarthys enthielt, blieben die Stimmverhältnisse in den darauf folgenden fünften und sechsten Wahlgängen unverändert. Daraufhin wurde die Sitzung zunächst bis zum Abend, später bis mittags 5. Januars 2023 vertagt.
Auch im siebten Wahlgang gab es jedoch, abgesehen von einem Abgeordneten, der statt für Donalds für den ehemaligen Präsidenten der Vereinigten Staaten Donald Trump stimmte, keine Veränderung. Im achten Wahlgang änderten zwei weitere bisherige Unterstützer Donalds ihre Stimme, diesmal zugunsten von Kevin Hern. Nachdem im neunten Wahlgang ein Republikaner von Trump zu Hern wechselte und ein Unterstützer McCarthys der Abstimmung fernblieb, war zum ersten Mal seit dem 36. Kongress 1859 ein zehnter Wahlgang notwendig, in dem vier weitere abtrünnige Republikaner von Donalds zu Hern wechselten. Nach dem elften Wahlgang, in dem Donalds erneut eine Stimme an Hern verlor, der wiederum eine Stimme zurück an Trump verlor, wurde die Sitzung auf mittags 6. Januars 2023 vertagt.
Im zwölften Wahlgang gelang es McCarthy 14 weitere Republikaner für sich zu gewinnen und landete somit zum ersten Mal vor Jeffries (beide verloren jeweils eine Stimme aufgrund von Abwesenheit). Da immer noch vier Republikaner für Jordan und drei für Hern stimmten, war gleichwohl ein 13. Wahlgang notwendig. Zwar konnte McCarthy erneut einen der abtrünnigen Republikaner für sich gewinnen, für eine absolute Mehrheit fehlten jedoch weiterhin die Stimmen von mindestens drei der sechs Republikaner die Jordan wählten. Die Demokraten waren wieder vollzählig.
Im 14. Wahlgang erhöhte sich die Stimmenzahl von McCarthy weiter auf 216, allerdings fehlte ihm zur erfolgreichen Wahl zum Sprecher des Repräsentantenhauses eine Stimme, die Matt Gaetz durch seine Stimmenthaltung verhinderte. Nach tumultartigen Szenen im Plenarsaal im Umfeld der Gruppe der Abgeordneten, die McCarthy ihre Stimme lange verweigert hatten, gelang es den Unterstützern McCarthys in einem 15. Wahlgang, aus der Gruppe seiner republikanischen Kritiker insgesamt sechs Abgeordnete zur Stimmenthaltung zu bewegen, womit er für eine erfolgreiche Wahl noch 215 Stimmen benötigte. Mit 216 Stimmen wurde er schließlich zum Sprecher des Repräsentantenhauses gewählt.
Die Demokraten unterstützten in allen Wahlgängen geschlossen Jeffries.
In den einzelnen Wahlgängen verteilten sich die Stimmen wie folgt:
| Kandidat                 | Wahlgang | Wahlgang | Wahlgang | Wahlgang | Wahlgang | Wahlgang | Wahlgang | Wahlgang | Wahlgang | Wahlgang | Wahlgang | Wahlgang | Wahlgang |
| Kandidat                 | 1.       | 2.       | 3.       | 4. – 6.  | 7.       | 8.       | 9.       | 10.      | 11.      | 12.      | 13.      | 14.      | 15.      |
| ------------------------ | -------- | -------- | -------- | -------- | -------- | -------- | -------- | -------- | -------- | -------- | -------- | -------- | -------- |
| Kevin McCarthy           | 203      | 203      | 202      | 201      | 201      | 201      | 200      | 200      | 200      | 213      | 214      | 216      | 216      |
| Hakeem Jeffries          | 212      | 212      | 212      | 212      | 212      | 212      | 212      | 212      | 212      | 211      | 212      | 212      | 212      |
| Jim Jordan               | 6        | 19       | 20       | –        | –        | –        | –        | –        | –        | 4        | 6        | 2        | –        |
| Andy Biggs               | 10       | –        | –        | –        | –        | –        | –        | –        | –        | –        | –        | 2        | –        |
| Kevin Hern               | –        | –        | –        | –        | –        | 2        | 3        | 7        | 7        | 3        | –        | –        | –        |
| Byron Donalds            | 1        | –        | –        | 20       | 19       | 17       | 17       | 13       | 12       | –        | –        | –        | –        |
| Donald Trump             | –        | –        | –        | –        | 1        | 1        | –        | –        | 1        | –        | –        | –        | –        |
| Jim Banks                | 1        | –        | –        | –        | –        | –        | –        | –        | –        | –        | –        | –        | –        |
| Lee Zeldin               | 1        | –        | –        | –        | –        | –        | –        | –        | –        | –        | –        | –        | –        |
|                          |          |          |          |          |          |          |          |          |          |          |          |          |          |
| Abgegeben                | 434      | 434      | 434      | 433      | 433      | 433      | 432      | 432      | 432      | 431      | 432      | 432      | 428      |
| Quorum                   | 218      | 218      | 218      | 217      | 217      | 217      | 217      | 217      | 217      | 216      | 217      | 217      | 215      |
|                          |          |          |          |          |          |          |          |          |          |          |          |          |          |
| Enthaltungen („Present“) | –        | –        | –        | 1        | 1        | 1        | 1        | 1        | 1        | –        | –        | 2        | 6        |
| Abwesend                 | –        | –        | –        | –        | –        | –        | 1        | 1        | 1        | 3        | 2        | –        | –        |
| Vakant                   | 1        | 1        | 1        | 1        | 1        | 1        | 1        | 1        | 1        | 1        | 1        | 1        | 1        |

Am 3. Oktober 2023 wurde Sprecher McCarthy als erster Sprecher in der Geschichte der Vereinigten Staaten durch ein Misstrauensvotum (motion to vacate) mit 216 zu 210 Stimmen abgewählt.
Nach einer Woche zähen Verhandlungen und einer internen Abstimmung nominierten die Republikaner ihren Mehrheitsführer Steve Scalise für die Wahl des neuen Sprechers. Dieser zweifelte jedoch daran bei der Wahl die nötige Mehrheit zu erhalten und zog seine Kandidatur nach zwei Tagen wieder zurück. Stattdessen trat der intern 113 zu 99 Stimmen unterlegene Jim Jordan für die Republikaner an, während die Demokraten erneut Hakeem Jeffries nominierten.
Im ersten Wahlgang am 17. Oktober 2023 verfehlte Jordan mit 200 Stimmen die erforderliche Mehrheit deutlich, da 20 gemäßigte Republikaner für verschiedene andere Kandidaten stimmten. Im zweiten Wahlgang am darauffolgenden Tag verlor Jordan in Summe eine weitere Stimme, wobei jedoch weitere Republikaner ihr Abstimmungsverhalten änderten. Die Republikaner berieten sich einen Tag intern, bevor sie am 20. Oktober einen dritten Wahlgang ansetzten. Republikanische Abweichler waren vor diesem Wahlgang großem Druck ausgesetzt, einschließlich Todesdrohungen gegen sie und ihre Familien, was sie in ihrer Ablehnung Jordans jedoch nur bekräftigte. Jim Jordan verlor in diesem Wahlgang historisch (seit 1923 hatte kein Kandidat der Mehrheitspartei für das Amt des Sprechers weniger als 195 Stimmen erzielt) und wurde danach in einer geheimen Abstimmung als Kandidat abgewählt. Für den 23. Oktober wurde eine interne Abstimmung zur Findung eines weiteren Kandidaten angesetzt. Dort stellten sich neun Kandidaten zur Wahl (Jack Bergman, Byron Donalds, Tom Emmer, Kevin Hern, Mike Johnson, Dan Meuser, Gary Palmer, Austin Scott und Pete Sessions), die Konferenz einigte sich auf Tom Emmer als designierten Kandidaten. Innerhalb von vier Stunden wurde Emmer demontiert: da er ebenso wie Mitkandidat Austin Scott die Wahlbetrugslüge Donald Trumps öffentlich ablehnte, unterstützte dieser seine Wahl als Sprecher nicht. Nach einer Probeabstimmung, bei welcher Emmer zu wenig Stimmen erhielt, zog er seine Nominierung zurück. Eine weitere interne Abstimmung, bei der Mike Johnson, Byron Donalds, Mark E. Green, Roger Williams und Chuck Fleischmann antraten, wurde von Mike Johnson entschieden, der sich nun dem vierten Wahlgang stellte.
Die Demokraten unterstützen in allen Wahlgängen geschlossen Jeffries.
In den einzelnen Wahlgängen verteilten sich die Stimmen wie folgt:
| Kandidat                 | Wahlgang | Wahlgang | Wahlgang | Wahlgang |
| Kandidat                 | 1.       | 2.       | 3.       | 4.       |
| ------------------------ | -------- | -------- | -------- | -------- |
| Mike Johnson             | –        | –        | –        | 220      |
| Hakeem Jeffries          | 212      | 212      | 210      | 209      |
| Jim Jordan               | 200      | 199      | 194      | –        |
| Steve Scalise            | 7        | 7        | 8        | –        |
| Patrick McHenry          | –        | –        | 6        | –        |
| Lee Zeldin               | 3        | 3        | 4        | –        |
| Kevin McCarthy           | 6        | 5        | 2        | –        |
| Byron Donalds            | –        | 1        | 2        | –        |
| Tom Emmer                | 1        | 1        | 1        | –        |
| Mike Garcia              | 1        | 1        | 1        | –        |
| Bruce Westerman          | –        | 1        | 1        | –        |
| John Boehner             | –        | 1        | –        | –        |
| Kay Granger              | –        | 1        | –        | –        |
| Candice Miller           | –        | 1        | –        | –        |
| Tom Cole                 | 1        | –        | –        | –        |
| Thomas Massie            | 1        | –        | –        | –        |
|                          |          |          |          |          |
| Abgegeben                | 432      | 433      | 429      | 429      |
| Quorum                   | 217      | 217      | 215      | 215      |
|                          |          |          |          |          |
| Enthaltungen („Present“) | –        | –        | –        | –        |
| Abwesend                 | 1        | –        | 4        | 4        |
| Vakant                   | 2        | 2        | 2        | 2        |

#### Führung der Mehrheitspartei
- Mehrheitsführer: Steve Scalise (R)
- Mehrheitswhip: Tom Emmer (R)

#### Führung der Minderheitspartei
- Minderheitsführer: Hakeem Jeffries (D)
- Minderheitswhip: Katherine Clark (D)

### Mitglieder
- Liste der Mitglieder des Senats im 118. Kongress der Vereinigten Staaten
- Liste der Mitglieder des Repräsentantenhauses im 118. Kongress der Vereinigten Staaten